# 通航
| ウィキペディアには「通航」という見出しの百科事典記事はありません（タイトルに「通航」を含むページの一覧/「通航」で始まるページの一覧）。 代わりにウィクショナリーのページ「通航」が役に立つかもしれません。 |